# Wasilków (ville)
Pour les articles homonymes, voir Wasilków.
Wasilków est une ville polonaise de la voïvodie de Podlachie et du powiat de Białystok. Elle est le siège de la gmina de Wasilków ; elle s'étend sur 28,15 km2 et comptait 11 074 habitants en 2018.

## Situation géographique
Wasilków est situé dans la partie centre-est de la voïvodie de Podlachie, dans la vallée de la rivière Supraśl, près de la route nationale n° 19. Elle se trouve à 3 km de Białystok, à 14 km de Czarna Białostocka et à 32 km de Sokółka.
À la fin du XVIIIe siècle, la ville royale se trouve dans la starostie non urbaine de Wasilków dans le poviat de Grodno de la voïvodie de Trakai. Dans les années 1975-1998, la ville appartient administrativement à la voïvodie de Bialystok.

## Histoire
Les recherches archéologiques montrent que les premiers colons de Wasilków apparaissent au Mésolithique. Les premières mentions de la ville remontent au XIIIe siècle. Après 1509, Nicolas II Radziwiłł construit un manoir au bord de la rivière. La ville est officiellement fondée sur l'ordre de Sigismond Augustus en 1566 et le 8 décembre 1566, elle obtient des privilèges. Le starost est Hiob Bretfus, l'architecte de la cour du roi Sigismond Ier l' Ancien . Dès lors, les habitants doivent être jugés et gouvernés selon la loi de Magdebourg. En 1566, une église orthodoxe en bois a été érigée à Wasilków. En 1576, Łukasz Górnicki devient le starost.
Au milieu du XVIIe siècle, la commune est habitée par environ 500 habitants. Avant la première partition de la Pologne, 1 500 personnes vivaient à Wasilków, dont environ 100 uniates et 150 juifs. Après la troisième partition en 1795, Wasilków est incorporée à la Prusse, et en 1807 à la partition russe.
La ville est revenue à la Pologne après avoir retrouvé son indépendance en 1918. Il y a une église catholique, une église orthodoxe et une synagogue que les Allemands brûlent en 1941. En 1929, des usines de draps, des moulins et des scieries s'y établissent.
Le 16 septembre 1939, Wasilków est attaqué par l'armée allemande, une semaine plus tard l'Armée rouge entre. En août 1941, les Allemands y établissent un ghetto pour la population juive, où plus de 1 000 personnes sont détenues. Le ghetto est liquidé le 2 novembre 1942. Les Juifs sont déportés au camp de transit de Białystok et de là au camp d'extermination de Treblinka.